# Mario Monti
Mario Monti (Varese, Llombardia, 19 de març de 1943) és un polític i economista italià que fou membre de la Comissió Europea i Primer Ministre d'Itàlia des de 2011 fins a 2013. També forma part del Club Bilderberg.

## Biografia

### Trajectòria acadèmica
Mario Monti va cursar estudis clàssics a l'institut de jesuïtes Lleó XIII de Milà. Es llicencià en economia i gestió a la prestigiosa Universitat Bocconi de Milà i va cursar estudis de postgrau a la Universitat Yale dels Estats Units d'Amèrica, on tingué de professor el Premi Nobel d'Economia James Tobin.
Entre 1964 i 1965 va realitzar un període de pràctiques a la Direcció General d'Afers Econòmic i Financers de la Comissió Europea. Va ser professor d'economia a la Universitat de Torí (1970–1985) abans de traslladar-se a la Universitat Bocconi, on va ser rector (1989-1994) i president (des de 1994). La seva investigació ha ajudat a crear el model de Klein-Monti, que té com a objectiu descriure el comportament dels bancs que operen en condicions de monopoli.
Als anys 1970 va formar part de consells d'administració de FIAT, Assicurazioni Generali i de la Banca Commerciale Italiana. Monti és el primer president de Bruegel, un think tank europeu fundat el 2005, i és President Europeu de l'organització internacional privada Comissió Trilateral. És, també, un destacat membre del Grup Bilderberg.
Monti és assessor internacional de Goldman Sachs des del 2005 i membre del consell assessor de la The Coca-Cola Company.

### Comissari europeu (1994–2004)

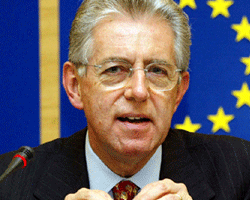
Mario Monti.

L'any 1994 va entrar a formar part de la Comissió Santer a proposta de Silvio Berlusconi, on fou nomenat Comissari Europeu de Mercat Interior i Fiscalitat i Unió Duanera, càrrecs que va conservar en la interina Comissió Marín fins al novembre de 1999. En la formació de la Comissió Prodi fou ratificat en el seu càrrec de membre de la Comissió pel nou primer ministre d'Itàlia Massimo D'Alema, esdevenint Comissari Europeu de la Competència. Des d'aquest càrrec va emprendre accions contra el monopoli de Microsoft i va bloquejar la fusió entre General Electric i Honeywell l'any 2001.
El 2001 va rebutjar ser ministre italià d'Exteriors i el 2004, d'Economia. El novembre de 2004 abandonà la política europea al no ser nomenat altre cop representant italià en la Comissió Europea, sent substituït per Franco Frattini.

### Primer Ministre d'Itàlia

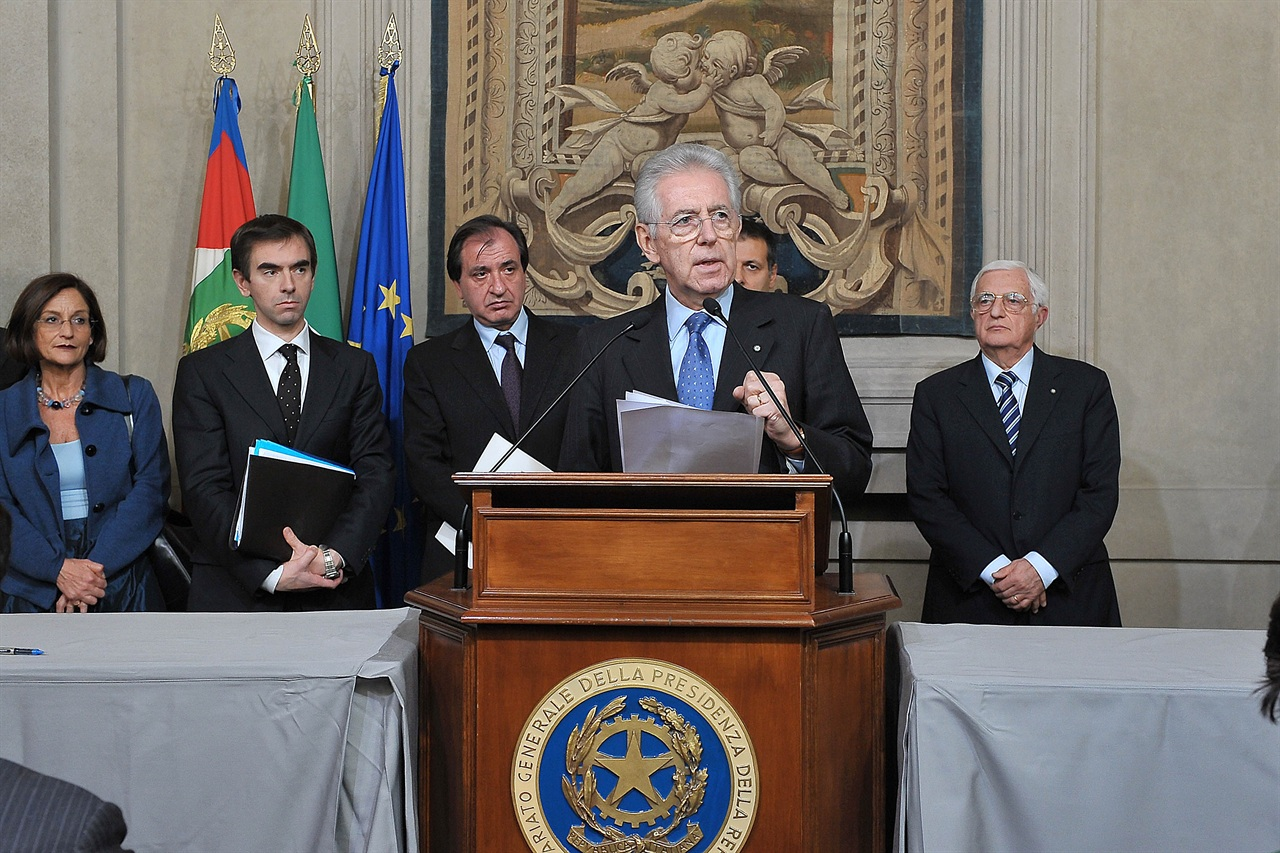
Mario Monti en el moment del jurament del càrrec i l'anunciament del Consell de Ministres.

El 9 de novembre de 2011 va ser nomenat senador vitalici per part del President d'Itàlia Giorgio Napolitano, que li va encarregar formar un nou govern substituint Silvio Berlusconi. Una setmana més tard, el 16 de novembre, va jurar el càrrec de Primer Ministre d'Itàlia. Els mitjans i analistes veieren el perfil de Monti al d'un govern tecnòcrata de transició, que tindria com a objectiu principal posar en marxa les reformes econòmiques imposades per la Unió Europea.
Tots els ministres del govern de Monti, que tingué previst de romandre fins al 2013, eren independents i ell assumí interinament el Ministeri d'Economia i Finances.
| Gabinet de Monti                                                 | Gabinet de Monti                                                    |
| Càrrec                                                           | Nom                                                                 |
| ---------------------------------------------------------------- | ------------------------------------------------------------------- |
| President del Consell de Ministres                               | Mario Monti                                                         |
| Ministre de Relacions Exteriors                                  | Giulio Terzi di Sant'Agata (fins al 26 de març de 2013) Mario Monti |
| Ministre d'Economia i Finances                                   | Mario Monti (fins l'11 de juliol de 2012) Vittorio Grilli           |
| Ministre de Desenvolupament i Infraestructures                   | Corrado Passera                                                     |
| Ministra de l'Interior                                           | Anna Maria Cancellieri                                              |
| Ministre de Defensa                                              | Giampaolo Di Paola                                                  |
| Ministra de Justícia                                             | Paola Severino                                                      |
| Ministre d'Instrucció, Universitats i Recerca                    | Francesco Profumo                                                   |
| Ministre de Salut                                                | Renato Balduzzi                                                     |
| Ministra de Benestar Social i d'Igualtat d'Oportunitats          | Elsa Fornero                                                        |
| Ministre de Béns Culturals                                       | Lorenzo Ornaghi                                                     |
| Ministre de Polítiques Agrícoles i Forestals                     | Mario Catania                                                       |
| Ministre de Medi Ambient                                         | Corrado Clini                                                       |
| Ministre Subsecretari de la Presidència del Consell de Ministres | Antonio Catricalà                                                   |
| Ministre sense cartera per als Afers Europeus                    | Enzo Moavero Milanesi                                               |
| Ministre sense cartera per al Turisme i l'Esport                 | Piero Gnudi                                                         |
| Ministre sense cartera per a la Cohesió Territorial              | Fabrizio Barca                                                      |
| Ministre sense cartera per a les Relacions amb el Parlament      | Piero Giarda                                                        |
| Ministre sense cartera per a la Cooperació Internacional         | Andrea Riccardi                                                     |

## Obres
Mario Monti escriu articles d'opinió al diari Corriere della Sera i és autor de diversos llibres d'economia monetària i finances.
- Problemi di economia monetaria, Milà, Etas Kompass, 1969.
- Gli obiettivi delle banche, i tassi di interesse e la politica monetaria, Milà, Tamburini, 1970.
- Analisi degli effetti monetari e finanziari delle politiche di bilancio regionale e locali. Un rapporto metodologico, Milà, Tamburini, 1974.
- Per un'analisi mensile della politica monetaria e finanziaria italiana, Milà, O. Capriolo, 1974.
- Ricerca sul sistema creditizio i Quadro generale, amb Tommaso Padoa-Schioppa, Roma, Agència d'estudis monetaris, bancaris i financers Luigi Einaudi, 1976.
- Che cosa si produce come e per chi. Manuale italiano di microeconomia amb Onorato Castellino, Mario Deaglio, Elsa Fornero, Sergio Ricossa, Giorgio Rota, Torí, Giappichelli, 1978.
- Il sistema creditizio e finanziario italiano. Relazione della Commissione di studio istituita dal Ministro del tesoro, Roma, Istituto Poligrafico e Zecca dello Stato, 1982.
- L'Italia e la Repubblica federale di Germania in cammino verso l'unione economica e monetaria europea, amb Franco Bruni, Milà, Centro di economia monetaria e finanziaria, Universitat Bocconi, 1989.
- Autonomia della Banca centrale, inflazione e disavanzo pubblico: osservazioni sulla teoria e sul caso italiano, amb Franco Bruni Il ruolo della banca centrale nella politica economica, Bolonya, Il Mulino, 1992. ISBN 88-15-03754-3.
- Il governo dell'economia e della moneta. Contributi per un'Italia europea, 1970-1992, Milà, Longanesi, 1992. ISBN 88-304-1099-3.
- Il mercato unico e l'Europa di domani. Rapporto della Commissione europea, Milà, Il Sole-24 Ore libri, 1997. ISBN 88-7187-815-9.
- Intervista sull'Italia in Europa, Roma-Bari, Laterza, 1998. ISBN 88-420-5090-3.